# Basiliek van de Heilige Maria van het Koor
De basiliek van de Heilige Maria van het Koor (Spaans: Basílica de Santa María del Coro, Baskisch: Koruko Andre Mariaren basilika) is een Rooms-Katholieke basiliek in de Spaanse stad San Sebastian in de autonome gemeenschap Baskenland. De basiliek maakt deel uit van het bisdom San Sebastian en bevindt zich in de wijk Parte Zaharra, de oude binnenstad. 

## Geschiedenis
De basiliek is gebouwd op de resten van een romaanse kerk uit de 12e en 13e eeuw gebouwd door de koningen van Navarra, en uitgebreid in gotische stijl tussen 1522 en 1560 onder het huis Habsburg. In 1688 ontploft er een kruithuis in het kasteel van La Mota, net achter de kerk, die het gebouw ernstig beschadigt. De herstelwerkzaamheden zijn begonnen in 1743 en afgerond in 1771. 
Op 31 augustus 1813, tijdens het beleg van San Sebastian in de Spaanse Onafhankelijkheidsoorlog branden Britse en Portugese troepen de stad af, maar de basiliek en de bebouwing rond wat nu de Calle del 31 de agosto heet en waar de troepen gelegerd waren, blijven gespaard. 
Op 12 februari 1973 is de kerk tot basilica minor gewijd. 

## Beschrijving

### Exterieur
De overwegend barokke kerk bevat gotische, neoclassicistische en churriguereske stijlelementen, en een overdadig gedecoreerd rococo toegangsportaal. Op dit portaal is einde 19e eeuw de voorkant van de toen nieuwe kathedraal van San Sebastian uitgelijnd, zodat die vanaf de ingang van de basiliek te zien is. Boven dit portaal, vormgegeven als retabel, zijn de pauselijke versierselen te zien die de kerk de status van basilica minor geven, met daarboven een beeld van de Heilige Sebastiaan en het wapen van de stad.

### Interieur
De binnenkant van de kerk is 48 bij 33 meter en bestaat uit een middenschip van 27 meter hoog en twee zijbeuken.
In de kerk is ook de beeltenis van de Heilige Sebastiaan te vinden, op een schilderij van Luis Boccia. De centrale en laterale retabels, werken van Diego de Villanueva en Francisco Azurmendi, vormen een classicistisch geheel. Op het centrale retabel is gewijd aan de Maagd van het Koor, die samen met de heilige Sebastiaan schutspatroon van de stad is. De beeltenis van de Maagd is een houten beeld van ongeveer 40 centimeter hoog, vervaardigd tussen de 15e en de 16e eeuw. Het koorgestoelte in een halve cirkel is het werk van Francisco Bocente y Mendía, en er is een pijporgel uit 1863, achter de voorkant van een oud barok orgel.

## Gebruik
Behalve voor de erediensten, wordt de basiliek onder andere ook gebruikt voor uitvoeringen in het programma van de Quincena Musical de San Sebastián, het internationaal bekende klassieke muziekfestival van de stad. 